# قصر نور الإيمان
قصر نور الإيمان، هو الإقامة الرئيسية لسلطان بروناي ومقر حكومته. ويقع 1.9 كيلومتر إلى الجنوب الغربي من عاصمة السلطنة بندر سري بكاوان. عهد السلطان حسن البلقية خطط البناء للمهندس الفلبيني لياندرو لوكسين، الذي أنهاه في عام 1984 بتكلفة إجمالية قدرها 1.4 مليار دولار.

## البناء

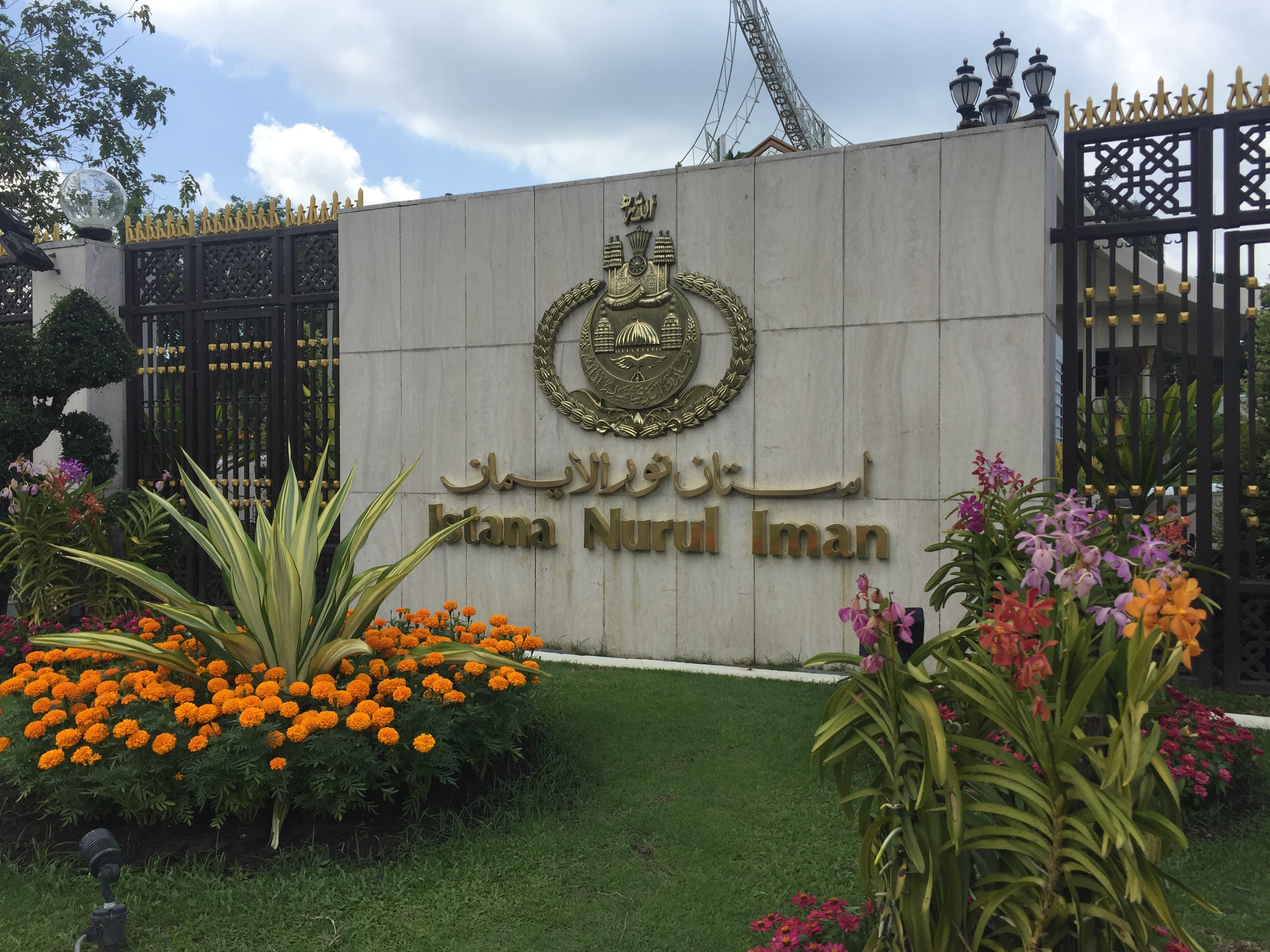
بوابة أستانا نور الإيمان

صمم لياندرو لوكسين قصرا مكيفا تبلغ مساحته 200.000 متر مربع ليكون الأكبر في العالم. يتكون القصر من 1788 غرفة، 257 منها حمامات، 5 مسابح، 44 درجا، 18 مصاعدا وغرفة مأدبة يمكن أن تستوعب ما يصل إلى 5000 شخص، ومسجد للمصلين يتسع 1500 شخصٍ، وإسطبلا لـ200 خيل ومرآب لإيواء 110 سيارات. كما يوجد بالقصر 564 ثُريَّةً، في حين يضيء المبنى 51000 مصباحِ.
القصر ليس مفتوحًا للجمهور إلا خلال شهر رمضان حيث يمكن الدخول للقصر مدة 3 أيام وهي مدة الاحتفال بعيد الفطر، بحيث يزور القصر كل عام 110,000 زائر حيث يوزع الطعام وتلقى حزم خضراء تحتوي مالاً للأطفال الصغار.